# Молот ведьм (альбом)
«Мо́лот ведьм» — второй студийный альбом российской хеви-метал группы «Эпоха», который вышел на лейбле Metalism Records 11 сентября 2012 года.

## Список композиций
| №                   | Название                         | Длительность |
| ------------------- | -------------------------------- | ------------ |
| 1.                  | «Введение»                       | 3:14         |
| 2.                  | «Именем святой инквизиции»       | 3:15         |
| 3.                  | «Обвинение и обоснование»        | 1:08         |
| 4.                  | «Ведьм сжечь»                    | 3:57         |
| 5.                  | «Быть по сему»                   | 0:27         |
| 6.                  | «Взойди на эшафот»               | 5:37         |
| 7.                  | «Истина в огне»                  | 1:12         |
| 8.                  | «Ценой великих жертв»            | 4:14         |
| 9.                  | «Доктрина веры»                  | 0:41         |
| 10.                 | «Истины свет»                    | 5:22         |
| 11.                 | «Династии»                       | 0:43         |
| 12.                 | «Пять минут - исповедь палача»   | 5:43         |
| 13.                 | «Об истории и недалёком прошлом» | 0:57         |
| 14.                 | «Палачи»                         | 3:50         |
| 15.                 | «Чем дальше - тем изощрённее»    | 1:03         |
| 16.                 | «Последний трон»                 | 4:10         |
| 17.                 | «Между молотом и наковальней»    | 1:48         |
| 18.                 | «Молот ведьм»                    | 4:23         |
| Общая длительность: | Общая длительность:              | 51:44        |

## Участники записи
- Мак Лауд — вокал
- Николай Смирнов — вокал
- Михаил Нахимович — вокал
- Сергей Сергеев — вокал
- Михаил Сидоренко — вокал
- Анна Романова — вокал
- Григорий Стрелков — вокал
- Дмитрий Машков — вокал, клавишные
- Алекс Кэп — вокал
- Джина — вокал
- Дмитрий Скиданенко — вокал
- Алексей Тышкевич — вокал
- Антон Андрухович — вокал
- Петр Елфимов — вокал
- Петер Ович — гитара
- Михалк Ович — гитара
- Игорь «Воланд» Коротышев — бас-гитара
- Макс Мирт — ударные
- Игорь Стичъ — ударные